# Serrat de les Planes (Sarroca de Bellera)
El Serrat de les Planes és un serrat que de la part central del terme municipal de Sarroca de Bellera, al Pallars Jussà.
Comença al mesclant de dos barrancs (el de les Llèmpies, a llevant, i el de de la Llobera, a ponent.
S'enfila amb força pendent fins a assolir el cim de lo Tossal, a 1.306,8 metres d'altitud, on aquest serrat enllaça amb la serra de la Bastida.
Es troba a llevant del poble de Sarroca de Bellera, al sud i sud-est del d'Erdo, i a ponent de la Bastida de Bellera.